# Margonia himalayensis
Margonia himalayensis là một loài nhện trong họ Lycosidae. Chúng được Frederick Henry Gravely miêu tả năm 1924, thường xuất hiện ở Ấn Độ.